# Lisses
Lisses är en kommun i departementet Essonne i regionen Île-de-France i norra Frankrike. Kommunen ligger i kantonen Évry-Sud som tillhör arrondissementet Évry. År 2022 hade Lisses 7 295 invånare.
Lisses är särskilt känt för konstverket/klätterväggen "La Dame Du Lac" som tusentals traceurer drömmer om att få åka till och träna Parkour.

## Befolkningsutveckling
Antalet invånare i kommunen Lisses
| Referens: INSEE |